# نیکلاس دی فیلیپو
نیکلاس دی فیلیپو (انگلیسی: Nicolas Di Filippo؛ زادهٔ ۹ ژوئیهٔ ۱۹۹۳) بازیکن فوتبال اهل ایتالیا است.
از باشگاه‌هایی که در آن بازی کرده‌است می‌توان به باشگاه فوتبال رجینا، باشگاه فوتبال ویرتوس لانچانو، و باشگاه فوتبال روبور سیه‌نا اشاره کرد.